# Phlegetonia agropoides
Phlegetonia agropoides là một loài bướm đêm trong họ Noctuidae.